# Hugo Neira Samanez
Hugo Neira Samanez (Abancay, 24 de junio de 1936) es un reconocido historiador, sociólogo, periodista, columnista, escritor, ensayista, guionista y docente universitario peruano.

## Biografía
Hijo de Manfredo Neira Damiani y Rosalía Samanez Richter. Sus primeros años transcurrieron en Abancay y Arequipa. Trasladado a Lima, cursó sus estudios escolares en la Escuela Fiscal 429 de Lince y en la Gran Unidad Escolar Melitón Carvajal.
En 1958 ingresó a la Facultad de Letras de la Universidad Mayor de San Marcos, donde cursó Historia. Su maestro fue Raúl Porras Barrenechea y tuvo por condiscípulos a Pablo Macera y Mario Vargas Llosa. Porras, fallecido en 1960, lo incluyó en su testamento como uno de sus discípulos beneficiarios de su herencia: «a mi discípulo, veinte mil soles para que continúe estudios en el extranjero, y el Quijote leyendo el Amadís de Gaula», esta última una pieza de orfebrería. En 1963 se graduó de bachiller en Historia con la tesis «Lo indio, lo español y lo mestizo en Garcilaso de la Vega», que mereció un premio de la embajada de España.
Brevemente, laboró en el Ministerio de Relaciones Exteriores del Perú, del que se retiró al producirse el rompimiento de relaciones del Perú con Cuba en 1961.
En 1961 pasó a formar parte de la plana editorial del recién fundado Diario Expreso. En 1963 fue destacado al Cuzco para informar sobre las tomas de tierras de parte de los campesinos, que exigían la reforma agraria. Estuvo seis meses en dicha zona, cubriendo dicho acontecimiento, y a base de sus crónicas publicó después el libro Cuzco, tierra y muerte (1964), obra por la cual se hizo acreedor de un premio nacional (1965).
Dicha obra tuvo también repercusión internacional, siendo invitado a Francia para investigar y proseguir sus estudios mediante la Fundación Nacional de Ciencias Políticas de París, que le permitió graduarse de doctor en Historia con la tesis «Los partidos políticos en América Latina» (1967). También obtuvo un DEA (Diploma de Estudios Avanzados) en Ciencias Políticas (1968).
Pasó a España, formando parte de la Casa de Velázquez o Centro de Estudios Hispanistas Franceses con sede en Madrid (1968-1969); allí también colaboró con el diario Madrid, opositor al régimen de Francisco Franco.
Al ocurrir el golpe de Estado del general Juan Velasco Alvarado, fue convencido de volver al Perú para colaborar con las reformas del autodenominado Gobierno Revolucionario de la Fuerza Armada (1970). Fue nombrado director de difusión del Sistema Nacional de Apoyo a la Movilización Social (SINAMOS), organismo que hacía de partido político del régimen. Se desempeñó además como editor de Participación, revista teórica de la revolución peruana; y colaboró en el diario La Crónica (1970-1974). Cuando el gobierno militar tomó el control de los principales medios de comunicación (julio de 1974), pasó a ser director del Diario Correo (1974-1976). Cuando cayó Velasco en agosto de 1975, se apartó del nuevo gobierno (conocido como la segunda fase), pero no de inmediato, sino en marzo de 1976.
En 1977 regresó a España, donde reanudó su labor de investigador. Se dedicó también al periodismo, como colaborador de las revistas Cambio 16 y Cuadernos para el Diálogo (1978-1979).
En 1980, pasó nuevamente a Francia, donde se dedicó a la docencia, como profesor asociado en el departamento de Español de la Universidad de Saint-Étienne.
En la Escuela de Altos Estudios en Ciencias Sociales de La Sorbona, París, se graduó de doctor en esa especialidad con una tesis interdisciplinaria (Sociología e Historia): «Minorías políticas y luchas por el poder. Perú 1895-1948» (1986).
En 1987 retornó al Perú, pero tras una breve estancia, marchó nuevamente al exterior, al conseguir por concurso público una plaza de docente en la Universidad Francesa del Pacífico, en Tahití, donde permaneció hasta su jubilación (1989-2003).
En 2003 retornó definitivamente al Perú y se dedicó a la docencia universitaria. De 2006 a 2009 fue director de la Biblioteca Nacional del Perú, donde fue blanco de polémicas debido a su radical crítica contra el informe de la Comisión de la Verdad y Reconciliación.
Fue colaborador del diario La República y de otros medios informativos de su país y del exterior.

## Controversias
Durante las elecciones generales del 2011, las elecciones generales del 2016 y las elecciones generales del 2021, Neira mostró su apoyo a la candidatura de Keiko Fujimori de Fuerza Popular y su cercanía al fujimorismo.

## Publicaciones principales
- Cuzco, tierra y muerte (1964). Recopilación de crónicas. Premio Nacional de Fomento a la Cultura de 1965.
- Hipolito Unanue y el nacimiento de la patria (1967)
- Huillca: habla un campesino peruano (1975). Premio Casa de las Américas (La Habana).
- Después del muro de Berlín: actualidad de Haya de la Torre (1995). Ganadora del concurso internacional de ensayo Centenario de Víctor Raúl Haya de la Torre.
- Hacia la tercera mitad: Perú XVI-XX. Ensayos de relectura herética (1996)
- Tiempo y destiempo (1997), trabajo finalista en el concurso internacional de ensayo Weimar sobre el fin del milenio.
- Cartas abiertas (1998)
- El mal peruano 1990-2001 (2001)
- Pasado presente. Del tiempo aleve: crónicas de los 60 (2001)
- Del pensar mestizo (2006)
- Teoría y práctica del ensayo (2008)
- ¿Qué es república? (2012)
- ¿Qué es nación? (2013)